# سفر (آلبوم)
سفر نام یک آلبوم موسیقی اثر معین، هنرمند ایرانی است که در سبک پاپ و سنتی تهیه شده و دارای ۱۰ آهنگ است.

## فهرست آهنگ‌ها
سفر
| آلبوم سَفر، شرکت ترانه، ۱۳۶۶ |                |                      |                      |
| آهنگ                        | ترانه سرا      | آهنگساز              | تنظیم                |
| سَفر                         | هدیه           | فرید زُلاند           | منوچهر چشم آذر       |
| خالِق                        | اردلان سرفراز  | فرید زُلاند           | منوچهر چشم آذر       |
| پَریچه                       | اردلان سرفراز  | فرید زُلاند           | منوچهر چشم آذز       |
| رَسم                         | جهانبخش پازوکی | جهانبخش پازوکی       | لقمان اَدهَمی          |
| ساده                        | جهانبخش پازوکی | جهانبخش پازوکی       | لقمان اَدهَمی          |
| صفای اَشک                    | هما میر افشار  | معین                 | آندرانیک             |
| دلسوخته                     | اردلان سرفراز  | فرید زُلاند           | منوچهر چشم آذز       |
| آرزو                        | ترانهٔ محلی     | ترانهٔ محلی           | استاد حسن شماعی زاده |
| کفتر کاکل به سر             | رضا شمسا       | ناصر تبریزی،آندرانیک | آندرانیک             |
| شاه ِ دُختَرون                 | جمشید شیبانی   | جمشید شیبانی         | بهروز پناهی          |